# Группа Пуанкаре
Гру́ппа Пуанкаре́ (неоднородная группа Лоренца) — группа движений пространства Минковского, совпадающая с группой всех вещественных преобразований 4-векторов {\displaystyle x=x^{\mu }=\{x^{0},x^{1},x^{2},x^{3}\}} вида {\displaystyle x'^{\mu }=\Lambda _{\nu }^{\mu }x^{\nu }+a^{\mu }}, где {\displaystyle \Lambda } — преобразование из группы Лоренца, {\displaystyle a^{\mu }} — 4-вектор смещения (трансляции). Элемент группы Пуанкаре обычно записывается как {\displaystyle \{a,\Lambda \}}, а закон композиции имеет вид
{\displaystyle \{a_{1},\Lambda _{1}\}\{a_{2},\Lambda _{2}\}=\{a_{1}+\Lambda _{1}a_{2},\Lambda _{1}\Lambda _{2}\}.}
Группа Пуанкаре относится к классу линейных неоднородных групп, обозначается как {\displaystyle P} или {\displaystyle IO(1,3)} и играет важную роль в специальной теории относительности, являясь группой её глобальной симметрии. Математическая форма
- законов релятивистской кинематики,
- уравнений Максвелла в теории электромагнетизма,
- уравнения Дирака в теории электрона

остаётся инвариантной по отношению к преобразованиям Лоренца. Таким образом, группа Пуанкаре характеризует фундаментальную симметрию наиболее важных законов природы.
Группа была введена в 1905 году Анри Пуанкаре. Как и группа Лоренца, группа {\displaystyle P} имеет четыре компоненты связности, различаемые значениями {\displaystyle \det \Lambda } и знаком {\displaystyle \Lambda _{0}^{0}}. Это — неабелева, некомпактная и непростая группа Ли. Наиболее важной является компонента {\displaystyle P}, у которой {\displaystyle \det \Lambda =1}, {\displaystyle \Lambda _{0}^{0}>0}, содержащая тождественное преобразование.
Группа {\displaystyle P} — 10-параметрическая: к шести генераторам {\displaystyle M_{\mu \nu }} группы Лоренца добавляются четыре генератора трансляций.